# Pectocaris spatiosa
Pectocaris spatiosa Hou, 1999 è un artropode estinto, forse appartenente ai crostacei. Visse nel Cambriano medio (circa 516-513 milioni di anni fa) e i suoi resti fossili sono stati ritrovati in Cina.

## Descrizione
Questo animale era lungo circa 9 centimetri e alto fino a 5 centimetri, e rappresenta uno dei più grandi artropodi della fauna di Chengjiang. Il carapace era allungato e anteriormente si restringeva leggermente. Erano presenti due occhi composti che sporgevano dalla parte anteriore del carapace, e in alcuni fossili sono stati ritrovati anche ritratti all'interno. Nella parte anteriore della testa vi erano antenne annulate, mentre dietro era presente l'intestino. 
Il carapace racchiudeva 53 segmenti, associati ad appendici biramate. Sembra che ogni endopodo fosse lungo e stretto e consistesse di molti podomeri. Gli esopodi, invece, erano dotati di setole delicate. I quattro segmenti posteriori erano leggermente più lunghi e sembra fossero sprovvisti di appendici. Dalla parte posteriore del carapace si estendeva parte del tronco, che comprendeva molti segmenti corti, e un lungo telson terminante in un paio di rami simili a lame.

## Paleobiologia
Pectocaris era probabilmente un nuotatore, ma non è chiaro il suo modo di nutrirsi.

## Classificazione
Pectocaris spatiosa è stato descritto per la prima volta nel 1999, sulla base di alcuni fossili provenienti dalla famosa fauna di Chengjiang, nello Yunnan. Nella descrizione originale (Hou, 1999) questo animale è stato attribuito a una famiglia a sé stante (Pectocarididae) ed è stato avvicinato ai branchiopodi. Il carapace di forma allungata ricorda quello di Odaraia del giacimento di Burgess Shale e di Vladicaris della Repubblica Ceca. Tuttavia, analisi più recenti (Budd, 2002) hanno indicato che Pectocaris potrebbe essere un rappresentante dello stem group Euarthropoda, in una posizione filogenetica affine a quella di Fuxianhuia. Altri studi (Hou et al., 2004) hanno indicato Pectocaris come un possibile rappresentante arcaico dei crostacei branchiopodi.